# Escola Espanyola d'Equitació

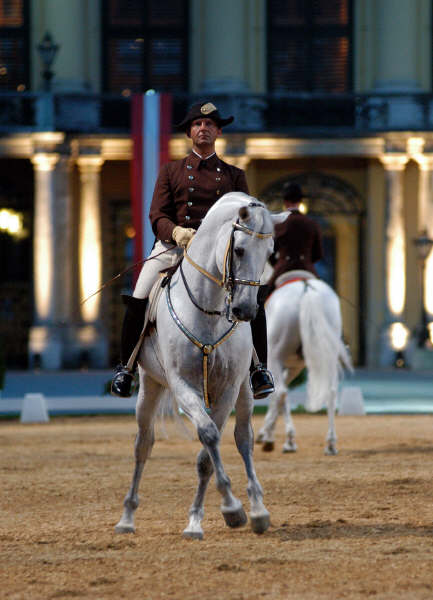
El semental Maestoso Basowizza essent muntat per Andreas Hausberger

L'Escola Espanyola d'Equitació (en alemany Spanische Hofreitschule) és una institució de la ciutat de Viena (Àustria) d'equitació i centrada molt especialment en l'especialitat de la doma clàssica, de la qual és un dels referents a nivell mundial, també coneguda per l'ús que fa dels cavalls lipizzans, és a més una destinació turística vienesa molt important. L'escola té la seu a l'antic palau imperial dels Habsburg, el Hofburg, del que és un annex. El picador o picaria és d'estil barroc. L'escola treballa preferentment amb cavalls lipizzans (originaris de Lipizza, a l'actual Eslovènia), els quals han contribuït a donar fama a l'escola (i a la inversa, l'escola als cavalls).

## Història
L'escola va ser fundada l'any 1572, essent una de les pioneres en aquest camp. El nom "espanyol" deriva del fet que originalment els cavalls utilitzats eren de raça espanyola, especialment dotats per a la doma d'alt nivell. Tanmateix la institució és més vella que l'edifici que l'alberga, atès que va ser l'emperador Carles VI del Sacre Imperi (l'arxiduc dels catalans), el que va fer construir el nou edifici de la famosa picaria entre 1729 i 1735, considerada per molts com la millor del món, a l'arquitecte Johann Bernhard Fischer von Erlach. El seu fill Joseph Emanuel Fischer von Erlach en va dur a terme el disseny i la construcció. Sembla que es va utilitzar com a model, la capella del palau de Versalles.
Tot i que durant la Segona Guerra Mundial no va haver canvis a la rutina de l'escola, l'amenaça de devastació al final del conflicte va motivar l'evacuació de Viena dels cavalls lipizzans. El llavors comandant coronel Alois Podhajsky va organitzar el trasllat a St. Martin i, després, a Wels (Àustria) el febrer i març del 1945, quedant així els cavalls sota la protecció dels Estats Units durant els darrers mesos de la guerra. La tornada a l'edifici vienès de l'escola, fortament afectat pels bombardejos, va ser possible la tardor del 1955.
Des del 1949, Podhajsky va organitzar gires internacionals de demostracions de la Spanische Hofreitschule que varen fer augmentar la fama i reconeixement d'aquesta. Altra novetat que va introduir el comandant al funcionament de la institució va ser, des del 1950, l'estada anual de descans a l'estiu per als cavalls lipizzans a Hermesvilla (Lainzer Tiergarten).